# Colt Python

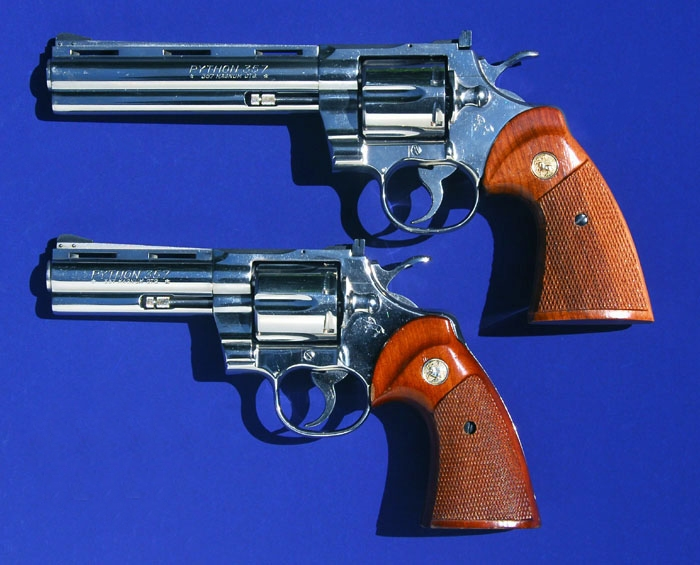
.357 Magnum Colt Python Revolver

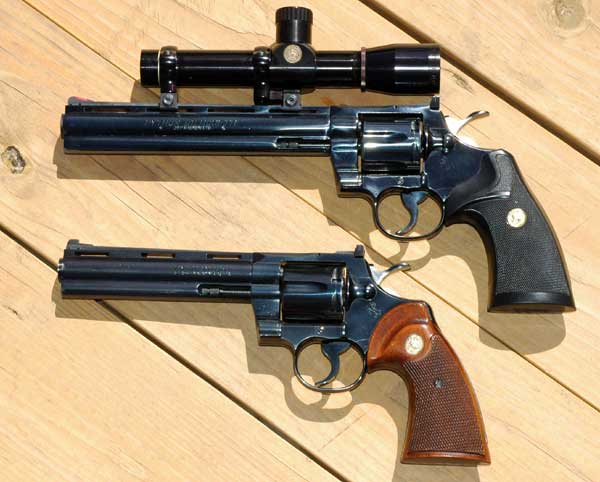
Colt Python mit 8 Zoll Lauf und Leupold-Zielfernrohr für die Jagd, darunter Python mit 6 Zoll Lauf

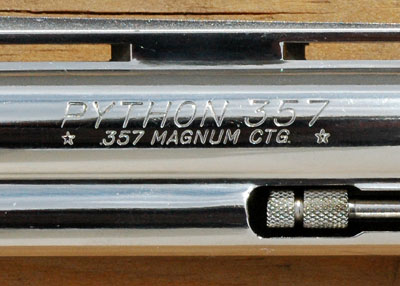
Colt Python Laufbeschriftung

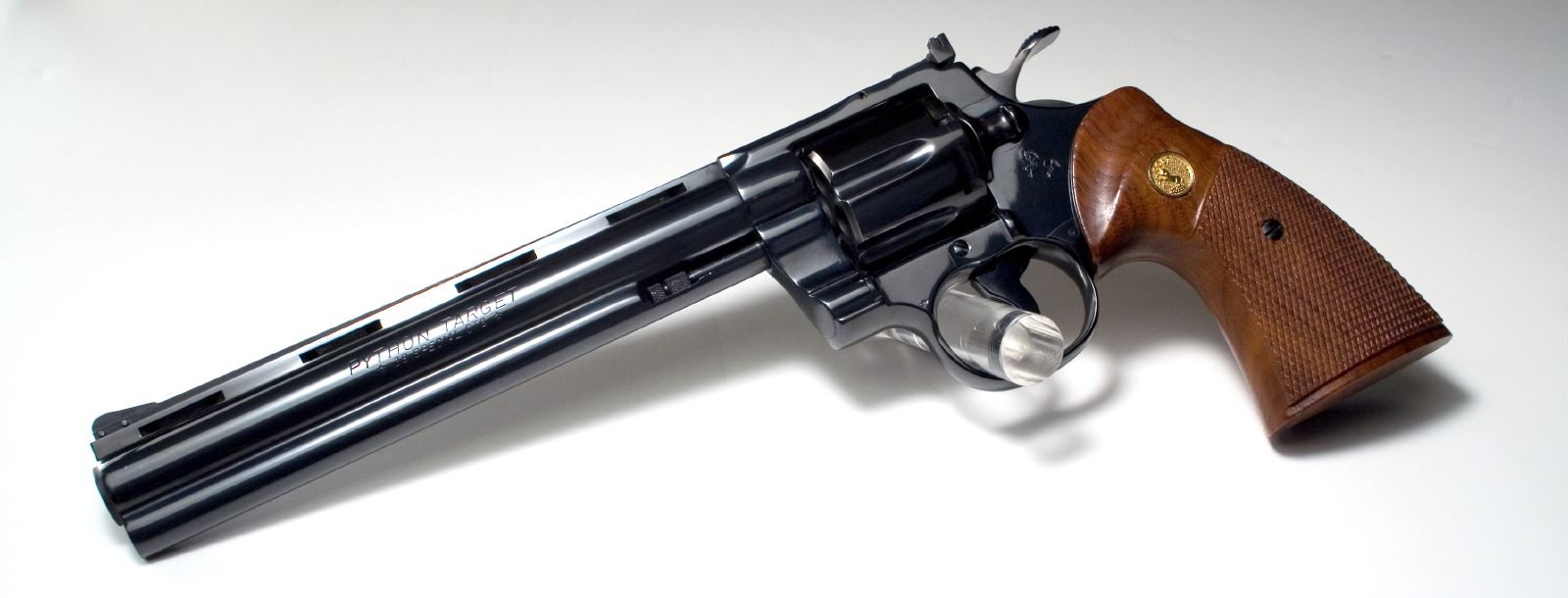
Colt Python Target Model, 8 Zoll Lauf, Kaliber .38 Special

Der Colt Python ist ein 6-schüssiger Revolver im Kaliber .357 Magnum. Er wurde von der Firma Colt in Hartford (Connecticut), USA hergestellt. Wie mit allen .357-Magnum-Revolvern kann mit ihm auch die schwächere .38-Special-Patrone verschossen werden.

## Geschichte
Die Produktion des Colt Python begann 1955. Er war als Ablösung des Colt .357 gedacht, der eine feinere Version des Troopers war. Die Serienproduktion des Python endete im Oktober 1999, bis 2005 konnten einzelne Waffen noch beim Colt Custom Gun Shop geordert werden.
Er war als Schützenwaffe gedacht und hatte deshalb ein verstellbares Visier und eine ventilierte Laufschiene. Der Prototyp mit Seriennummer GX 2432 (GX steht für Gun eXperimental) sowie die ersten ausgelieferten Waffen hatten 6-Zoll-Läufe, später kamen Lauflängen von 4 und 2½ Zoll dazu. Gefertigt wurde der Python in Stahl mit mitternachtsblauer Brünierung oder vernickelt, später auch aus mattiertem oder poliertem Edelstahl (Stainless, Ultimate Stainless).
Die Endmontage der Python-Revolver erfolgte durch Spezialisten, welche die Schlossteile durch eine Nachbearbeitung aufeinander abstimmten. Dadurch wurde ein weicher Schlossgang sowie ein genauer Abzugspunkt und ein gleichbleibendes Abzugsgewicht erreicht. Zudem wurde durch enge Toleranzen bei den Elementen der Trommelblockierung eine präzise Zentrierung zwischen Trommelbohrung und Lauf erreicht, was zu einer höheren Präzision der Waffe führte.
Für Jagdzwecke stellte Colt nach 1972 Python-Revolver mit längerem Lauf (8 bis 10 Zoll) und fabrikmäßig aufgebautem Zielfernrohr her. Für das sportliche Schießen wurde auch ein als Python Target Model bezeichneter Sportrevolver mit 8-Zoll-Lauf hergestellt, dessen Patronenlager in der Trommel kürzer ausgebohrt waren und nur das Laden von .38-Special-Patronen erlaubten.
Seit Januar 2020 produziert Colt den Python in einer Neuauflage mit einem 4.25"-Lauf und 6"-Lauf in einer rostfreien Version. Diese neue Version verfügt über wesentlich weniger Bauteile als die alten Versionen. Es wird eine festere Stahlsorte verwendet, und der Rahmen wurde durch etwas mehr Material versteift, um Magnumpatronen in .357 dauerhaft verschießen zu können.

## Trivia
- Nach der Waffe wurde der Film Police Python 357 benannt.
- Lieutenant David Solomon, Hauptfigur der Comicreihe Soda, benutzt als Waffe eine .357er mit Namen Police Python.
- Es ist die Dienstwaffe des Polizisten Rick Grimes, Hauptfigur der Comic- sowie TV-Reihe The Walking Dead.
- In der Computerspielreihe Resident Evil ist es die Waffe von Barry Burton, kann aber auch von der Spielfigur genutzt werden.